# Berliner Postbezirke 1920 bis 1993
Die Liste der Posteinrichtungen im Berliner Weichbild ist eine Zusammenstellung aller Postämter, Postagenturen, Poststellen und Posthilfstellen, die ab der Bildung der Großgemeinde Berlin am 1. Oktober 1920 zu den bereits im vorigen Jahrhundert bestehenden Postbezirken in Alt-Berlin hinzukamen. Sie endet mit der Einführung der fünfstelligen Postleitzahlen im Jahr 1993. Ausgenommen sind hier die Posteinrichtungen des früheren Kerngebiets von Berlin, also Mitte, Friedrichshain, Kreuzberg, Prenzlauer Berg, Tiergarten und Wedding.

## Einleitung
Mit dem Groß-Berlin-Gesetz vom 27. April 1920 wurden sieben umliegende Städte (Charlottenburg, Cöpenick, Berlin-Lichtenberg, Neukölln, Berlin-Schöneberg, Spandau, Berlin-Wilmersdorf) sowie 59 Landgemeinden und 27 Gutsbezirke aus den Kreisen Niederbarnim, Osthavelland und Teltow nach Berlin eingemeindet. Bei der Einführung des Zweckverbandes Groß-Berlin im Jahr 1912 hatten Lichtenberg, Schöneberg und Wilmersdorf bereits die amtlichen Namen Berlin-Lichtenberg, Berlin-Schöneberg bzw. Berlin-Wilmersdorf erhalten.
Die postalischen Einrichtungen der Reichspost in Berlin und dem Umland gehörten zur Oberpostdirektion Berlin. Ab 1934 trug sie die Bezeichnung Reichspostdirektion. 1945 wurde sie wieder zur Oberpostdirektion Berlin. Nach der Spaltung der Stadt hieß die Behörde in Berlin-West ab 1954 Landespostdirektion Berlin. In Ost-Berlin wurde 1954 die Bezirksdirektion Berlin der Deutschen Post gebildet. 1991 fusionierten beide Institutionen wieder zur Oberpostdirektion Berlin.
Die Postämter Charlottenburg 1, Lichtenberg 1 und Pankow 1 sind bereits in der Zusammenstellung der Berliner Postbezirke zwischen 1862 und 1920 enthalten. Wesentliche Änderungen nach 1920 werden jedoch in der folgenden Aufstellung angegeben.
Die Postämter im Berliner Stadtgebiet vor der Entstehung Groß-Berlins im Jahr 1920 waren durchnummeriert. Vorangestellt war die Abkürzung der Himmelsrichtung (W, N, NO usw. oder ein C für Centrum). Die Ämter der 1920 eingemeindeten Orte erhielten die Bezeichnung „Berlin“ vor ihrem bisherigen Namen (Berlin-Spandau, Berlin-Köpenick usw.). 1941 wurden in Deutschland erstmals Postleitzahlen eingeführt. Berlin erhielt die 1, die in Klammern vor den Namen der Stadt gesetzt wurde, so z. B. (1) Berlin-Schöneberg. Die Zahlen wurden nach dem Zweiten Weltkrieg weiterverwendet.
Im Jahr 1962 wurden im Westteil der Stadt wie in der gesamten Bundesrepublik neue vierstellige Postleitzahlen eingeführt. Berlin erhielt die Zahl 1000. Hinzu kam die zweistellige Nummer des Zustellpostamtes (z. B. 1000 Berlin 62). Im Ostteil Berlins gab es seit 1965 Postleitzahlen. Alle Anschriften erhielten eine vierstellige Postleitzahl, wobei die beiden ersten Zahlen 10 oder 11 lauteten.
Nach dem Fall der Mauer und dem Zusammenschluss der Berliner Postverwaltungen erhielten die Ost-Berliner Adressen vor die bis dahin gültigen vierziffrigen Postleitzahlen zusätzlich den Buchstaben „O“ (für Ost-Berlin) mit Bindestrich. 1993 wurde bundesweit ein neues System mit fünfstelligen Postleitzahlen eingeführt. Aus finanziellen Gründen schloss die damalige Deutsche Bundespost seit Mitte der 1990er Jahre die meisten Postämter, verkaufte die Immobilien und arbeitet mit Partnerfilialen zusammen, die Postdienstleistungen ergänzend zu ihrem Kerngeschäft anbieten.

## Liste
Die folgende sortierbare Tabelle enthält alle Postämter, Postagenturen, Poststellen und Posthilfstellen alphabetisch vorsortiert nach ihren in den 1920er Jahren amtlichen Schreibweisen. Nach Möglichkeit sind auch die genauen Adressen angegeben und Hinweise, wann und wohin Umzüge erfolgten.
| Ort, Vorort von Berlin Bezeichnung vor 1920 | Ortsteil (seit 2001) oder Ortslage          | ggf. Nr., Standort oder Art                                                                                                  | Straße | Bemerkung und ggf. Bild |
| ------------------------------------------- | ------------------------------------------- | --- | --- | --- |
| Adlershof                                   | Berlin-Adlershof                            | Post-, Telegraphen- und Fernsprechamt                                                                                        | Roonstraße 18 Radickestraße 6 (nach 1930) Radickestraße 57 (nach 1940) 1964: Peter-Kast-Straße 57                                                                   | Straße 1960 umbenannt in Peter-Kast-Straße, 1992 erhielt sie den Namen Radickestraße zurück |
| Ahrensfelde                                 | Ahrensfelde                                 | Postagentur | Dorfstraße 17 | im 21. Jahrhundert wurde das Postamt aufgelöst, an seine Stelle sind zwei Postfilialen getreten, eine befindet sich im früheren Postgebäude |
| Alt-Glienicke                               | Berlin-Altglienicke                         | Postamt | Rudower Straße 61 | Telefonisch gehörte der Ort in den 1920er Jahren zu Adlershof. |
| Berlin-Amalienhof                           | Berlin-Staaken                              | Posthilfsstelle | Gärtner-Allee 4, auf dem Gelände des Vorwerks Amalienhof | nach 1940 nicht mehr ausgewiesen |
| Baumschulenweg                              | Berlin-Baumschulenweg                       | Postamt Baumschulenweg Die Postagentur in der Cöpenicker Landstraße 53 wurde im April 1909 durch ein festes Postamt ersetzt. | Baumschulenstraße 17 Rinkartstraße 5–9 (nach 1930) | siehe Berlin-Treptow |
| Biesdorf b. Berlin                          | Berlin-Biesdorf                             | Postamt Biesdorf 1 | Marzahner Straße 11 umbenannt in Oberfeldstraße 11 nach 1943: Oberfeldstraße 24 vor 1964: Oberfeldstraße 1b–1d                                                      | |
| Biesdorf                                    | Berlin-Biesdorf                             | Postagentur Biesdorf 2 Nach 1940 zur Poststelle Biesdorf 2 umgewandelt                                                       | Dohlengrund 72 Kreuzschnabelstraße 24 (nach 1940) | 1964 nicht mehr genannt |
| Biesdorf                                    | Berlin-Biesdorf                             | Poststelle Biesdorf 3 nach 1945 Postamt Biesdorf 3                                                                           | Köpenicker Straße 269 | 1964: nicht mehr genannt |
| Biesdorf                                    | Berlin-Biesdorf                             | Poststelle Biesdorf 4 | Annenstraße 6 nach 1940 Charlottenstraße 20 | 1945 nicht mehr ausgewiesen |
| Blankenburg b. Berlin                       | Berlin-Blankenburg                          | Postagentur nach 1940 Postamt                                                                                                | Dorfstraße 4a Dorfstraße 14 (nach 1935) Alt-Blankenburg 43 | 1964 nicht mehr genannt |
| Blankenfelde b. Berlin                      | Berlin-Blankenfelde                         | Postagentur nach 1940 Wilhelmsruh zugeordnet                                                                                 | Hauptstraße 12 Hauptstraße 49 | 1964 nicht mehr genannt |
| Bohnsdorf                                   | Berlin-Bohnsdorf                            | Postagentur nach 1940 zur Poststelle umgewandelt                                                                             | Dorfplatz 18 ab 1945: Elsterstraße 28 | 1964 nicht mehr genannt |
| Borsigwalde                                 | Berlin-Wittenau                             | Postamt | Behrendtstraße 4–6 1945: Jakobsenweg 4–6 | siehe Wittenau |
| Britz                                       | Berlin-Britz                                | Post- und Telegraphenamt Britz 1                                                                                             | Chausseestraße 132 nach 1945: Britzer Damm 154 | im Amtshaus |
| Berlin-Britz                                | Berlin-Britz                                | Postamt Britz 2 | Hanne Nüte 62 Onkel-Herse-Straße 2 (nach 1935) | |
| Berlin-Britz                                | Berlin-Britz                                | Postagentur Britz 3, nach 1935: Postamt Britz 3                                                                              | Friedrichsbrunner Straße 19 Umzug in die Chausseestraße 71 | 1945 nicht mehr ausgewiesen |
| Buch                                        | Berlin-Buch                                 | Postamt | Wiltbergstraße 5 | |
| Buchholz                                    | Berlin-Buchholz                             | Postamt und öffentliche Fernsprechstelle                                                                                     | Berliner Straße 8 | |
| Buckow b. Berlin                            | Berlin-Buckow                               | Postagentur wurde ab 1930 zu Buckow West                                                                                     | Chausseestraße 67 | 1952 nicht mehr genannt |
| Berlin-Buckow                               | Berlin-Buckow                               | Postagentur Buckow Ost nach 1940 Poststelle Buckow Ost nach 1945 Postamt Buckow 2                                            | Sprosserweg 3 | |
| Buckow                                      | Berlin-Buckow                               | Poststelle Buckow West nach 1945: Postamt Buckow 1                                                                           | Dorfstraße 21 nach 1940 Alt-Buckow 49 1945: Alt-Buckow 15/15a | |
| Berlin-Carolinenhof                         | Berlin-Karolinenhof                         | Postagentur | Karolinenhofweg 13 | 1945 nicht mehr ausgewiesen |
| Charlottenburg                              | Berlin-Charlottenburg                       | Postamt Charlottenburg 1 | siehe Berliner Postbezirke zwischen 1862 und 1920 ab 1945: weiterhin Berliner Straße 62–64 bis 1957                                                                 | → Hauptartikel : Postamt Charlottenburg 2 |
| Charlottenburg                              | Berlin-Charlottenburg                       | Postamt Charlottenburg 2 | Goethestraße 2/3 | |
| Charlottenburg                              | Berlin-Charlottenburg                       | Postamt Charlottenburg 3 | Bismarckstraße 3 nach 1940: Bismarckstraße 11 ab 1952: Windscheidstraße 18                                                                                          | 1945 nicht ausgewiesen |
| Charlottenburg                              | Berlin-Charlottenburg                       | Postamt Charlottenburg 4 | Kantstraße 50 nach 1940:Leibnizstraße 37/38 | |
| Charlottenburg                              | Berlin-Charlottenburg                       | Postamt Charlottenburg 5 | Schloßstraße 24/25 | |
| Charlottenburg                              |                                             | Poststelle Charlottenburg 5A                                                                                                 | Riehlstraße 6A | |
| Charlottenburg                              | Berlin-Charlottenburg                       | Postamt Charlottenburg 6 | Neue Kantstraße 1 1945: Heinrich-von-Stephan-Straße 6 ab 1952: Dernburgstraße 48                                                                                    | |
| Charlottenburg                              | Berlin-Charlottenburg                       | Postamt Charlottenburg 7 | Leibnizstraße 56 Bahnhof Zoologischer Garten (nach 1935) | |
| Charlottenburg                              | Berlin-Charlottenburg                       | Postamt Charlottenburg 8 | Keplerstraße 43 1952: Herschelstraße 18/19 | 1945 nicht ausgewiesen |
| Charlottenburg                              | Berlin-Charlottenburg                       | Postamt Charlottenburg 9 | Kaiserdamm 33 später Umzug in die Soorstraße 61/62 | |
| Charlottenburg                              | Berlin-Charlottenburg                       | Postamt Charlottenburg 10 | Spandauer Berg 18 | 1952 nicht ausgewiesen |
| Charlottenburg                              | Berlin-Charlottenburg                       | Postamt Charlottenburg 11 | Rüsternallee 45 | |
| Charlottenburg                              | Berlin-Charlottenburg                       | Poststelle Charlottenburg 13                                                                                                 | Ortsteil Barackenstadt AVUS-Nordschleife | nach 1945 nicht mehr ausgewiesen |
| Dahlem                                      | Berlin-Dahlem                               | Post- und Telegraphenamt | Königin-Luise-Straße 31 | 1918–2009, danach verkauft als Botschaftsgebäude |
| Eichkamp                                    | Berlin-Grunewald, Ortslage                  | Postagentur | Königsallee 113 Eichkampstraße 82 (nach 1935) | |
| Falkenberg b. Berlin                        | Berlin-Falkenberg                           | Postagentur nach 1940 Poststelle                                                                                             | Dorfstraße 34 | |
| Falkenhorst                                 | Berlin-Bohnsdorf, Ortslage                  | Postagentur nach 1940 Poststelle                                                                                             | Stromstraße 21 nach 1940: Fließstraße 22 | 1964 nicht mehr genannt |
| Friedenau                                   | Berlin-Friedenau                            | Post und Telegraphenamt Friedenau 1 mit öffentlicher Fernsprechstelle und Rohrpostamt                                        | Handjerystraße 33–36 Bornstraße 1 (nach 1930) 1943 sind Handjerystraße und Schmargendorfer Straße 28/29 angegeben 1945: nur noch Handjerystr.                       | |
| Schöneberg                                  | Berlin-Schöneberg                           | Post- und Telegraphenamt Friedenau 2                                                                                         | Cranachstraße 8/9 | |
| Friedenau                                   | Berlin-Friedenau                            | Poststelle Friedenau 1A | Lefèvrestraße 13 | nach 1940 nicht weitergeführt |
| Friedenau                                   | Berlin-Friedenau                            | Poststelle Friedenau 1B | Südwestcorso 9 Offenbacher Straße 25 (nach 1935) | nach 1940 nicht weitergeführt |
| Friedenau                                   | Berlin-Friedenau                            | Postamt Friedenau 3 | Bornstraße 1 | 1945 nicht mehr genannt |
| Friedrichsfelde                             | Berlin-Friedrichsfelde                      | Post- und Telegraphenamt (Filiale)                                                                                           | Magerviehhof Friedrichsfelde nach 1940: Marzahner Chaussee | ab 1945 nicht mehr genannt |
| Friedrichsfelde                             | Berlin-Friedrichsfelde                      | Postamt Friedrichsfelde 1 | Alt-Friedrichsfelde 105 | |
| Friedrichshagen                             | Berlin-Friedrichshagen                      | Postamt | Friedrichstraße 69a/70, Straße 1945 umbenannt in Wilhelm-Bölsche-Straße 69a, 1947 vereinfacht in Bölschestraße                                                      | ehemaliges Postamt, seit dem 21. Jahrhundert Postbank-Finanzcenter |
| Frohnau (Mark)                              | Berlin-Frohnau                              | Postamt Frohnau 1 | Bahnhofplatz 5a Ludolfinger Platz 5a (Umbenennung des Platzes) 1943: zusätzlich Zeltinger Platz 6 genannt 1945: Ludolfinger Platz 4 1952: Ludolfinger Platz 1 und 3 | |
| Frohnau                                     | Berlin-Frohnau                              | Postamt Frohnau 2 | Invalidenhaussiedlung Hubertusweg 23 (Invalidensiedlung) | |
| Gatow (Havel)                               | Berlin-Gatow                                | Postagentur umgewandelt in Postamt Gatow 1                                                                                   | Dorfstraße Alt-Gatow 43 (nach 1935) | |
| Gatow                                       | Berlin-Gatow                                | Postamt Gatow 2 | Fliegerhorst (zu Kladow) nach 1940: Kladower Damm 1942: Alt-Gatow 23                                                                                                | |
| Geltow b. Berlin                            | Geltow                                      | Postagentur später Postfiliale                                                                                               | Hauffstraße 55a | nicht nach Berlin eingemeindet |
| Glienicke b. Berlin                         | Glienicke/Nordbahn                          | Postagentur | Im Jahr 1925 wurde hier die erste Postagentin im Großraum Berlin genannt.                                                                                           | nicht nach Berlin eingemeindet |
| Großbeeren                                  | Großbeeren                                  | Postamt | Berliner Straße 96 | nicht nach Berlin eingemeindet |
| Groß-Ziethen b. Berlin                      | Großziethen                                 | Postamt | 1945: Dorfstraße 5 später Karl-Marx-Straße 152 | nicht nach Berlin eingemeindet |
| Grunewald                                   | Berlin-Grunewald                            | Post- und Telegraphenamt Grunewald 1                                                                                         | Bismarckallee 22–24 | |
| Grunewald                                   | Berlin-Grunewald                            | Postamt | im Deutschen Stadion | „nur an Sonntagen“; „gehört zum PA Charlottenburg 5“ 1945: nicht mehr genannt |
| Grunewald                                   | Berlin-Grunewald                            | Postamt Grunewald 2 | Friedrichsruher Straße 37 nach 1940: Cicerostraße 30–32 1945: Bismarckallee 24                                                                                      | |
| Grünau                                      | Berlin-Grünau                               | Postamt Grünau 1 | Wilhelmstraße 19 nach 1940: Wassersportallee 24 | |
| Grünau, Gemeindeteil Falkenberg             | Berlin-Grünau                               | Poststelle Grünau 2 | Schirnerstraße 30 | nach 1945 nicht mehr genannt |
| Grünau, Siedlung Eigenheim II               | Berlin-Grünau                               | Poststelle Grünau | Mittelstraße Ecke Froschsteg | 1943: nicht mehr genannt |
| Halensee                                    | Berlin-Halensee                             | Postamt Halensee 1 | Katharinenstraße 27 | |
| Halensee                                    | Berlin-Halensee Berlin-Grunewald (1952)     | Postamt Halensee 2 1952 Postamt Grunewald 2 (Halensee)                                                                       | Cicerostraße 7/8 | 1945: nicht genannt |
| Halensee                                    | Berlin-Halensee                             | Poststelle Halensee 1A | Küstriner Straße 10–13 | 1945: nicht mehr genannt |
| Halensee                                    | Berlin-Halensee                             | Postamt Halensee 2 (neu) | Nestorstraße 50/51 | 2017 abgerissen |
| Haselhorst                                  | Berlin-Haselhorst                           | Postagentur | Haselhorster Damm 25 | |
| Heiligensee (Havel)                         | Berlin-Heiligensee                          | Postagentur Umwandlung zum Postamt Heiligensee 1                                                                             | Dorfstraße 19 Alt-Heiligensee 19 (nach 1935) nach 1945 Alt-Heiligensee 38                                                                                           | |
| Heinersdorf                                 | Berlin-Heinersdorf                          | Postagentur nach 1930 Postamt                                                                                                | Kaiser-Wilhelm-Straße 69 Berliner Straße 84/85 (nach 1930) | 1964 nicht mehr genannt |
| Hermsdorf b. Berlin                         | Berlin-Hermsdorf                            | Postamt Hermsdorf 1 | Roonstraße 19–24 Heinsestraße 32–36 | |
| Hermsdorf                                   | Berlin-Hermsdorf                            | Postamt Hermsdorf 2 nach 1940: Poststelle                                                                                    | Bismarckstraße 95 Hermsdorfer Damm 95 (nach 1935) | |
| Hermsdorf                                   | Berlin-Hermsdorf                            | Postamt Hermsdorf 3 nach 1940: Poststelle                                                                                    | Burgfrauenstraße 24 Seebadstraße 7 (nach 1935) | |
| Hirschgarten                                | Berlin-Hirschgarten                         | Postagentur | Berliner Straße 3 | nach 1945 nicht mehr genannt |
| Hohenschönhausen, Gemeinde                  | Berlin-Alt-Hohenschönhausen                 | Postamt, öffentliche Fernsprechstelle, Telegraphenamt                                                                        | Orankestraße 13 Werneuchener Straße 30–33 (nach 1930) | Für die Postbeamten hatte die Stadt Berlin eigens in der Malchower Straße 9–13 Wohngebäude errichten lassen. |
| Hohenschönhausen                            | Berlin-Alt-Hohenschönhausen                 | Poststelle Hohenschönhausen 2 nach 1945: Postamt Hohenschönhausen 2                                                          | Wartenberger Straße 11 | |
| Hönow (Krs. Niederbarnim)                   | Hönow                                       | Postagentur | | nicht nach Berlin eingemeindet |
| Hoppegarten b. Berlin                       | Hoppegarten                                 | Postamt | an Renntagen auf dem Gelände der Pferderennbahn geöffnet | nicht nach Berlin eingemeindet |
| Johannisthal                                | Berlin-Johannisthal                         | Postamt, Telegraphenamt, öffentliche Fernsprechstellen (Reichsbehörden)                                                      | Parkstraße 2 Königsheideweg 264/266 (nach 1935) | |
| Karlshorst Bz. Berlin Rennplatz             | Berlin-Karlshorst                           | seit 1894: Postamt mit Telegraphenbetrieb                                                                                    | ab 1908: Poststelle Rennplatz | Diese Posteinrichtung bestand bis 1937 und war nur an Renntagen in Betrieb. |
| Carlshorst (ab 1901 Karlshorst)             | Berlin-Karlshorst                           | Post- und Telegraphenamt Karlshorst 1                                                                                        | Wildensteiner Straße 21 Ehrenfelsstraße 42–44 (nach 1930) | |
| Karlshorst                                  | Berlin-Karlshorst                           | Poststelle Karlshorst A | Prinz-Adalbert-Straße 23 (ab 1951 Liepnitzstraße) | Die Poststelle war von 1939 bis 1945 in Betrieb. |
| Karow                                       | Berlin-Karow                                | Postamt Karow | Bahnhofstraße 22 | |
| Kaulsdorf                                   | Berlin-Kaulsdorf                            | Postamt Kaulsdorf 1 | Wilhelmstraße 22 Mädewalder Weg 61–63 (nach 1935) | Historisches Postgebäude anno 2012 |
| Kaulsdorf                                   | Berlin-Kaulsdorf                            | Postagentur Kaulsdorf 2 Poststelle Kaulsdorf 2 Postamt Kaulsdorf 2                                                           | Köpenicker Straße 16/17 Chemnitzer Straße 195 | |
| Kaulsdorf                                   | Berlin-Kaulsdorf                            | Poststelle Kaulsdorf 3 Postamt Kaulsdorf 3                                                                                   | Ridbacher Straße 121 Hellersdorfer Straße 85 | nach 1940 nicht mehr weitergeführt |
| Kaulsdorf                                   | Berlin-Kaulsdorf                            | Posthilfstelle Kaulsdorf Süd                                                                                                 | Waldstraße 24 | offenbar vor 1940 wieder aufgelöst |
| Cladow (Havel)                              | Berlin-Kladow                               | Postagentur | Dorfplatz Sakrower Landstraße 4 (nach 1935) | |
| Konradshöhe                                 | Berlin-Grünau                               | Postagentur Umwandlung in eine Poststelle                                                                                    | Eichelhäherstraße 3 Spechtstraße 18 (nach 1935) | |
| Cöpenick                                    | Berlin-Köpenick                             | Post- und Paketamt Köpenick 1                                                                                                | Lindenstraße 42 | Das Kaiserliche Post- und Paketamt wurde 1892/1893 nach Entwurf von E. W. J. Zimmermann im Barock-Stil gebaut, im Jahr 1906 bereits erweitert. Der Putzbau mit zweieinhalb Etagen ist mit Sandstein-Elementen und einem Voluten-Giebel versehen. Die Hofzufahrt wird von kräftigen Säulen mit geschwungenem Vordach flankiert. Mittig an der Fassade ragt ein über zwei Etagen reichender Erker aus der Front heraus. Nach 1999 erwarb die Privatschule Best Sabel das Gebäude, ließ es denkmalgerecht sanieren und unterhält nun die BEST-Sabel-Berufsfachschule für Design mit Fachoberschule für Technik darin. |
| Köpenick                                    | Berlin-Köpenick                             | Poststelle Köpenick 1A | Müggelheimer Straße 13/14 | vor 1940, danach nicht mehr aufgeführt |
| Cöpenick                                    | Berlin-Köpenick                             | Postagentur Köpenick 2 Umwandlung in eine Poststelle (nach 1935)                                                             | Kaulsdorfer Straße 145/147 um 1960 als Postamt Köpenick 4 geführt                                                                                                   | 1945 nicht genannt |
| Köpenick                                    | Berlin-Köpenick                             | Postamt Köpenick 3 | Grünauer Straße 29 | 1964 nicht mehr genannt |
| Köpenick                                    | Berlin-Köpenick                             | Poststelle Köpenick 5 | Grüne Trift 96 | vor 1940 |
| Lankwitz                                    | Berlin-Lankwitz                             | Postamt, Telegraphenamt und öffentliche Fernsprechstelle, Lankwitz 1                                                         | Viktoriastraße 22–28 Kaiser-Wilhelm-Straße 60–62 (nach 1930) nach 1945 Kaulbachstraße 50                                                                            | |
| Lankwitz                                    | Berlin-Lankwitz                             | Postagentur Lankwitz 2, nach 1935 Umwandlung zu einem Postamt                                                                | Calandrellistraße 31–33 vor 1952: Kaiser-Wilhelm-Straße 60–62 | 1945 nicht genannt In den 1950er Jahren wurden die PA 1 und 2 getauscht |
| Lankwitz                                    | Berlin-Lankwitz                             | Poststelle Lankwitz 3 | Marienfelder Straße, Heimstättensiedlung | |
| Lankwitz                                    | Berlin-Lankwitz                             | Poststelle Lankwitz 4 | Apoldaer Straße 36–38 vor 1952: Gallwitzallee 111–115 | |
| Lankwitz                                    | Berlin-Lankwitz                             | Poststelle Lankwitz 5 | Alt-Lankwitz 26 | nach 1940 nicht mehr genannt |
| Lichtenberg, Bereich Wilhelmsberg           | Berlin-Fennpfuhl                            | Postamt | Hohenschönhauser Straße 47/48 | ab 1940 nicht mehr genannt |
| Lichtenberg                                 | Berlin-Lichtenberg                          | Postamt Lichtenberg 1 | Dottistraße 1945: Siegfriedstraße 202 (in einem ehemaligen Ladengeschäft) vor 1964: Neubau Frankfurter Allee 198–206                                                | Das Postamt Lichtenberg 1 in der Dottistraße, 1927 eröffnet, wurde 1945 von der sowjetischen Besatzungsmacht für eigene Zwecke beschlagnahmt, daher musste das Amt kurzfristig verlegt werden. Allerdings konnte die Deutsche Post das Fernamt Berlin in einem Gebäudeflügel an gleicher Stelle weiter nutzen. Zwischen 2014 und 2020 wurde das längere Zeit leer gewesene denkmalgeschützte Gebäude zum Wohnensemble Carree Alte Post umgebaut und mit Neubauten ergänzt. |
| Lichtenberg                                 | Berlin-Lichtenberg                          | Postamt 2 | Möllendorffstraße 81 nach 1945 Umzug in einen Neubau Buchberger Straße Ecke Frankfurter Allee (unteres Bild)                                                        | Das historische Gebäude wurde im Zweiten Weltkrieg zerstört und danach enttrümmert. In den 1980er Jahren entstand auf der Fläche ein Wohnblock mit vier Aufgängen (siehe oberes Bild). |
| Lichtenberg                                 | Berlin-Rummelsburg                          | Postamt Lichtenberg 3 | Margaretenstraße 22 Friedrichstraße 10 (nach 1930) Wönnichstraße 10 (nach 1935) 1945: Friedrichstraße (Wönnichstraße) 20                                            | |
| Lichtenrade                                 | Berlin-Lichtenrade                          | Postamt Lichtenrade 1 | Bahnhofstraße 5/6 | |
| Lichtenrade                                 |                                             | Postagentur Lichtenrade 2 umgewandelt in eine Poststelle                                                                     | Berliner Straße 34 1952: Lichtenrader Damm 87 | 1945 nicht genannt |
| Lichterfelde                                | Berlin-Lichterfelde                         | Postamt Lichterfelde 1 und Fernsprechvermittlungsstelle                                                                      | Bismarckstraße 2/3 Hindenburgdamm 1 (nach 1930) | |
| Lichterfelde                                | Berlin-Lichterfelde                         | Postamt Lichterfelde 2 | Zehlendorfer Straße 52 Bismarckstraße 2/3 (nach 1930) | |
| Lichterfelde                                | Berlin-Lichterfelde                         | Postamt Lichterfelde 3 | Drakestraße 32 | |
| Lichterfelde                                | Berlin-Lichterfelde                         | Postamt Lichterfelde 4 | Hindenburgdamm 40 Gélieustraße 1(nach 1930) 1952: Roonstraße 39 | 1945 nicht genannt |
| Lichterfelde                                | Berlin-Lichterfelde                         | Postagentur Umwandlung in die Poststelle Lichterfelde 5                                                                      | Feldstraße 1 | 1945: nicht mehr genannt |
| Lichterfelde                                | Berlin-Lichterfelde                         | Postagentur Lichterfelde 5                                                                                                   | Müllerstraße 32 | nach 1935 nicht weitergeführt |
| Lichterfelde                                | Berlin-Lichterfelde                         | Poststelle Lichterfelde 1A                                                                                                   | Holbeinstraße 1 | 1945: nicht mehr genannt |
| Lindenberg bei Berlin                       | Lindenberg                                  | Postagentur | | nicht nach Berlin eingemeindet |
| Lübars                                      | Berlin-Lübars                               | Postagentur Lübars 1 Umwandlung in eine Poststelle                                                                           | Hauptstraße 25 ab 1945: Postamt Lübars 1 | |
| Lübars                                      | Berlin-Lübars                               | Poststelle Lübars 2 ab 1945: Postamt Lübars 2                                                                                | Am Vierrutenberg 41 | |
| Mahlsdorf b. Berlin 1                       | Berlin-Mahlsdorf                            | Postamt Mahlsdorf 1 | Bahnhofstraße 89 Fritz-Reuter-Straße 8/9 | |
| Mahlsdorf b. Berlin 2                       | Berlin-Mahlsdorf                            | Postagentur Mahlsdorf 2 Umwandlung in die Poststelle Mahlsdorf 2 ab 1945: Postamt Mahlsdorf 2                                | Kohlisstraße 8 nach 1945: Hultschiner Damm 19 | |
| Mahlsdorf                                   | Berlin-Mahlsdorf                            | Poststelle Mahlsdorf 3 ab 1945: Postamt Mahlsdorf 3                                                                          | Hultschiner Damm 143 | vor 1964: nicht mehr genannt |
| Mahlsdorf                                   | Berlin-Mahlsdorf                            | Poststelle Mahlsdorf 4 ab 1945: Postamt Mahlsdorf 4                                                                          | Am Schlehdorn 24 nach 1940: Lübecker Straße 25 | vor 1964: nicht mehr genannt |
| Malchow b. Berlin                           | Berlin-Malchow                              | Postagentur | Dorfstraße 13 später (ab um 1940) Dorfstraße 16 ab 1945: Dorfstraße 37                                                                                              | Wahrscheinlich wurde nur die Hausnummernfolge in der Straße geändert, denn das Postgebäude war immer das gleiche. Es ist auch noch im 21. Jahrhundert als Postschalter erkennbar, u. a. an seinen vergitterten Fenstern. |
| Mariendorf                                  | Berlin-Mariendorf                           | Post- und Telegraphenamt Mariendorf 1                                                                                        | Chausseestraße 45 Königstraße 27/28 (nach 1930) | |
| Mariendorf mit Südende                      | Berlin-Mariendorf                           | Post- und Telegraphenamt Südende                                                                                             | Denkstraße 8 Lange Straße 25 (nach 1930) | zwischen 1936 und 1944 nicht betrieben 1945 an bisheriger Stelle reaktiviert |
| Mariendorf                                  | Berlin-Mariendorf                           | Poststelle Mariendorf 2 | Chausseestraße 203 | nach 1940 nicht weiter betrieben |
| Marienfelde                                 | Berlin-Marienfelde                          | Post- und Telegraphenamt 1                                                                                                   | Kaiserallee 32 | |
| Marienfelde                                 | Berlin-Marienfelde                          | Poststelle Marienfelde 2 | Pansfelder Weg 41 | 1945: nicht mehr genannt |
| Marienfelde                                 | Berlin-Marienfelde                          | Poststelle Marienfelde 3 | Emilienstraße 30 | 1945: nicht mehr genannt |
| Martiniquenfelde                            | Berlin-Moabit, Ortslage                     | Postamt | | Postamt bestand ab 1875, im 20. Jahrhundert nicht mehr nachgewiesen |
| Marzahn b. Berlin                           | Berlin-Marzahn                              | Postagentur Umwandlung in ein Postamt, nach 1940 Postamt Marzahn 1                                                           | Dorfaue 4 Umzug zur Dorfstraße 56, Straße ab 1945 umbenannt in Alt-Marzahn, 1945 nicht mehr genannt                                                                 | |
| Marzahn b. Berlin                           | Berlin-Marzahn                              | Posthilfstelle Marzahn-Süd                                                                                                   | Pekrunstraße | |
| Müggelheim                                  | Berlin-Müggelheim                           | Posthilfstelle Müggelheim Umwandlung in eine Poststelle (nach 1935)                                                          | Dorfstraße 26 Alt-Müggelheim 11 | |
| Mühlenbeck b. Berlin                        | Mühlenbeck                                  | Postamt | | nicht nach Berlin eingemeindet |
| Neu-Heiligensee                             | Borsig-Siedlung                             | Postagentur Heiligensee 1 Umwandlung in die Poststelle Neuheiligensee 1 (nach 1935)                                          | Ruppiner Chaussee 309 Borsigsiedlung, Straße 4 (nach 1935) Die bisherige Straße 4 wurde ab 1945 zum Thurbrucher Steig.                                              | |
| Neu-Heiligensee                             | Borsig-Siedlung                             | Postagentur Heiligensee 2 Umwandlung in die Poststelle Neuheiligensee 2 (nach 1935)                                          | Kirsch-Allee 8/9 Kirschallee 2 (nach 1935) Kirschallee 24 (nach 1940)                                                                                               | ab 1945 nicht mehr genannt |
| Neukölln                                    | Berlin-Neukölln                             | Postamt Neukölln 1 | Richardstraße 119/120 | |
| Neukölln                                    | Berlin-Neukölln                             | Postamt Neukölln 5 | Johann-Hus-Straße 6 Zwiestädter Straße 12 | |
| Niederschöneweide                           | Berlin-Niederschöneweide                    | Post- und Telegraphenamt Niederschöneweide 1                                                                                 | Flutstraße 2 Fennstraße 9–11 (nach 1930) | |
| Niederschönhausen mit Gutsbezirk Schönholz  | Berlin-Niederschönhausen                    | Post- und Telegraphenamt | Treskowstraße 67 | |
| Nikolassee                                  | Berlin-Nikolassee                           | Post- und Telegraphenamt | Alemannenstraße 12 | |
| Oberschöneweide                             | Berlin-Oberschöneweide                      | Post- und Telegraphenamt Oberschöneweide 1                                                                                   | Rathausstraße 22 (später Griechische Allee 9) Ecke Schillerpromenade 1                                                                                              | Das dreietagige Amtshaus ist ein Putzbau in klassizistischen Formen und mittels Kunststeinelementen geschmückt. Betont wird die Fassade mit einem dreiachsigen Mittelrisalit und Pilastergliederung. |
| Pankow                                      | Berlin-Pankow                               | Postamt 2 | Berliner Straße 111, ab um 1925 Pichelswerderstraße 12 (gehört zum PA Pankow 1)                                                                                     | vor 1964 nicht mehr genannt |
| Pichelsdorf                                 | Berlin-Pichelsdorf                          | Postagentur Umwandlung in eine Poststelle                                                                                    | Saatwinkler Damm Dorfstraße 11 Alt-Pichelsdorf 6a (nach 1940) | 1945: nicht mehr genannt |
| Plötzensee                                  | Berlin-Plötzensee                           | Post- und Telegraphenamt | Saatwinkler Damm Ecke Riedemannweg ab 1945 Eingang bzw. Adresse auf Riedemannweg festgelegt                                                                         | |
| Plötzensee                                  | Berlin-Plötzensee                           | Postagentur | Westhafenstraße (nach 1930) | nach 1940 nicht mehr angegeben |
| Rahnsdorf                                   | Berlin-Rahnsdorf                            | Postagentur, Umwandlung in ein Postamt                                                                                       | Fichtenauer Straße 14 | vor 1964 nicht mehr genannt |
| Rauchfangswerder                            | Berlin-Schmöckwitz, Ortslage                | Posthilfstelle | Fährallee | ab 1945 nicht mehr genannt |
| Reinickendorf                               | Berlin-Reinickendorf                        | Post- und Telegraphenamt Reinickendorf (Ost) 1                                                                               | Residenzstraße 43 Residenzstraße 24/25 (nach 1935) | |
| Reinickendorf                               | Berlin-Reinickendorf                        | Poststelle Reinickendorf Ost 1A                                                                                              | Gesellschaftstraße 9 | |
| Reinickendorf                               | Berlin-Reinickendorf                        | Post- und Telegraphenamt Reinickendorf (Ost) 2                                                                               | Herbststraße 10 Herbststraße 7 (nach 1935) nach 1945 Provinzstraße 84                                                                                               | |
| Reinickendorf                               | Berlin-Reinickendorf                        | Post- und Telegraphenamt Reinickendorf (West) 3                                                                              | Scharnweberstraße 25/26 | |
| Reinickendorf                               | Berlin-Reinickendorf                        | Poststelle Reinickendorf (West) 3A                                                                                           | Auguste-Viktoria-Allee 45 | nach 1945 nicht mehr genannt |
| Reinickendorf                               | Berlin-Reinickendorf                        | Postamt Reinickendorf (West 4)                                                                                               | Spandauer Weg | nach 1945 nicht mehr genannt |
| Rixdorf                                     | Berlin-Neukölln                             | Postamt Neukölln 1 | Richardstraße 119/120 | bis zur Bildung des Bezirks Neukölln unter Rixdorf geführt, heute Karl-Marx-Straße (vormals: Berliner Straße) |
| Rixdorf                                     | Berlin-Neukölln                             | Postamt Neukölln 2 | Leykestraße 110 Leykestraße 18 | |
| Rixdorf                                     | Berlin-Neukölln                             | Postamt Neukölln 3 | Herthastraße 21/22 | |
| Rixdorf                                     | Berlin-Neukölln                             | Postamt Neukölln 4 | Hobrechtstraße 66/67 | |
| Rosenthal                                   | Berlin-Rosenthal                            | Post-, Telegraphenamt und öffentliche Fernsprechstelle                                                                       | Niederstraße 16 ab den 1930er Jahren verlegt zur Hauptstraße 157 | vor 1964 nicht mehr genannt |
| Rosenthal                                   | Berlin-Rosenthal                            | Postagentur Rosenthal 2 geändert in Poststelle Rosenthal                                                                     | Hauptstraße 94 (nach 1930) | nach 1945 nicht mehr genannt |
| Rosenthal                                   | Berlin-Rosenthal                            | Postamt Rosenthal 3 | Berlin-Niederschönhausen, Treskowstraße 67 | nach 1940 nicht mehr unter Rosenthal angegeben |
| Rudow                                       | Berlin-Rudow                                | Post- und Telegraphenamt | Kaiser-Wilhelm-Straße 35 Neuköllner Straße 389 (nach 1930) ab 1945: Neuköllner Straße 324                                                                           | |
| Spandau-Ruhleben                            | Berlin-Spandau                              | Posthilfsstelle Ruhleben nach 1940 Posthilfsstelle Ruhleben-West genannt                                                     | Charlottenburger Chaussee | zuerst selbstständig unter Ruhleben geführt |
| Rummelsburg                                 | Berlin-Rummelsburg                          | Postamt Rummelsburg nach 1950: Postamt Lichtenberg 4                                                                         | Prinz-Albert-Straße 26/27 (nach 1945 Nöldnerstraße) | |
| Schildow/Mönchmühle                         | Schildow                                    | Postagentur | | nicht nach Berlin eingemeindet |
| Schmargendorf                               | Berlin-Schmargendorf                        | keine Angabe nach 1935 als Postamt kategorisiert                                                                             | Kolberger Platz 5 | |
| Schmöckwitz                                 | Berlin-Schmöckwitz                          | Postagentur nach 1940 Postamt Schmöckwitz                                                                                    | Am Seddinsee 34 ab 1945: Berliner Straße 5 | vor 1964 nicht mehr genannt |
| Schöneberg                                  | Berlin-Schöneberg                           | Postamt Schöneberg 1 | Hauptstraße 27 | Die Architekten Otto Spalding und Louis Ratzeburg planten und errichteten 1901/1902 im Auftrag der Deutschen Reichspost auf einem ehemaligen Privatgrundstück ein viereinhalbetagiges Gebäude im Stil der italienischen Neorenaissance. Nach späteren mehrfachen Umnutzungen ist im 21. Jahrhundert der Aus- und Umbau zu einem Gewerbezentrum vorgesehen. |
| Schöneberg                                  | Berlin-Schöneberg                           | Postamt Schöneberg 2, mit Paketannahme und Fernsprechautomat                                                                 | Geneststraße 7/8 | |
| Schöneberg                                  | Berlin-Schöneberg                           | Postamt Schöneberg 3 | Hauptstraße 96 Wexstraße 1 (nach 1930) | ab 1945 nicht mehr genannt |
| Schöneberg                                  | Berlin-Schöneberg                           | Postamt Schöneberg 4 | Kriemhildstraße 7 Naumannstraße 6 (nach 1930) nach 1945: Kolonnenstraße 13 1952: Naumannstraße 1                                                                    | |
| Schöneberg                                  | Berlin-Schöneberg                           | Postamt Schöneberg 5 mit Fernsprechstelle und Rohrpost                                                                       | Grunewaldstraße 42 Meeraner Straße 1 (nach 1930) 1952: Grunewaldstraße 44                                                                                           | 1945 nicht genannt |
| Schöneiche (Kreis Niederbarnim)             | Schöneiche                                  | Postagentur nach 1945 Postamt Schöneiche                                                                                     | 1964: Ernst-Thälmann-Straße 65 | nicht nach Berlin eingemeindet |
| Schönfließ (Bezirk Berlin)                  | Schönfließ                                  | Postagentur | | nicht nach Berlin eingemeindet |
| Schönwalde (Mark)                           | Schönwalde                                  | Postagentur | Hauptstraße 37 | nicht nach Berlin eingemeindet |
| Schönerlinde                                | Schönerlinde                                | Postagentur | Prenzlauer Chaussee 183 | nicht nach Berlin eingemeindet |
| Siemensstadt b. Berlin                      | Berlin-Siemensstadt                         | Post- und Telegraphenamt | Nonnendammallee 96 Goebelstraße 117 (nach 1930) | |
| Spandau                                     | Berlin-Spandau                              | Hauptpostamt Spandau 1 | Potsdamer Straße 52/53 Carl-Schurz-Straße 13–19 (nach 1935) | Carl-Schurz-Straße 13–19, seit Aufgabe als Postamt nun die Spandauer Volkshochschule |
| Spandau                                     | Berlin-Spandau                              | Poststelle Spandau 1A | Rauchstraße 2 | ab 1945 nicht mehr genannt |
| Spandau                                     | Berlin-Spandau Berlin-Hakenfelde (vor 1952) | Postamt Spandau 2 | Hamburger Bahnhof Wansdorfer Platz 15 (nach 1930) | 1945 nicht genannt Vor 1952 wieder Wansdorfer Platz |
| Spandau                                     | Berlin-Spandau                              | Postamt Spandau 3 | Schönwalder Straße 9 Elisabethstraße 17–19 (nach 1930) | ab 1945 nicht mehr genannt |
| Spandau                                     | Berlin-Spandau                              | Postamt Spandau 4 | Pichelsdorfer Straße 37 nach 1940 Brüderstraße 37 | |
| Spandau                                     | Berlin-Spandau                              | Posthilfstelle geändert in Poststelle Spandau 5 vor 1952 umgewandelt in Postamt Spandau 5                                    | Tannenweg 1 Weinmeisterhornweg 41 (nach 1935) 1952: Bollmannweg 1                                                                                                   | 1945 nicht genannt |
| Spandau                                     | Berlin-Spandau                              | Poststelle Spandau 6 | Eschenweg 60 | 1945 nicht mehr genannt |
| Spandau                                     | Berlin-Spandau                              | Poststelle Spandau 7 (nach 1940) 1952 als Postamt Spandau 6 geführt                                                          | Falkenhagener Chaussee 275 | 1945 nicht genannt |
| Spandau                                     | Berlin-Spandau                              | Poststelle Spandau 8 (nach 1940)                                                                                             | Arbeiterstadt ‚Große Halle‘ | ab 1945 nicht mehr genannt |
| Spandau-Tiefwerder                          | Berlin-Tiefwerder                           | Posthilfstelle Tiefwerder | Tiefwerder 11 | ab 1945 nicht mehr genannt |
| Späthsfelde                                 | Berlin-Späthsfelde                          | Poststelle Späthsfelde (nach 1940)                                                                                           | Thujaweg 11 | zu Baumschulenweg |
| Staaken                                     | Berlin-Staaken                              | Postamt Staaken | Nennhauser Damm 32–34 1952: Spandauer Straße 108 | Ein Teil von Staaken gehörte nach dem Mauerbau zum Kreis Nauen (DDR), das zuständige Postamt hatte die Adresse Thälmannstraße 13–15 |
| Steglitz                                    | Berlin-Steglitz                             | Postamt Steglitz 1 | Bergstraße 1 | Das Postamt Steglitz 1 wurde 1907–1909 nach Entwurf von Wilhelm Walter gebaut und im Jahr 1929 erfolgte eine bauliche Erweiterung durch einen Anbau für eine Vermittlungsstelle nach Planungen von Postbaurat Robert Gaedicke. |
| Steglitz                                    | Berlin-Steglitz                             | Poststelle Steglitz 1A nach 1945: Postamt Steglitz 1A                                                                        | Arndtstraße 19 nach 1940: Rathstraße 45 1952: Birkbuschstraße 20 | 1945 nicht genannt |
| Steglitz                                    | Berlin-Steglitz                             | Postamt Steglitz 1B | Markelstraße 3 | vor 1952 in keinem Adressbuch genannt |
| Steglitz                                    | Berlin-Steglitz                             | Poststelle Steglitz 1C | Breitenbachplatz 7–9 | nach 1940 nicht mehr genannt |
| Steglitz                                    | Berlin-Steglitz                             | Poststelle Steglitz 1D | Klingsorstraße 62 Birkbuschstraße 20 (nach 1935) | ab 1945 nicht mehr genannt |
| Steglitz                                    | Berlin-Steglitz                             | Postamt Steglitz 2 | Feldstraße 24/25 | nach 1940 nicht mehr genannt |
| Steglitz                                    | Berlin-Steglitz                             | Postamt Steglitz 3 | Albrechtstraße 88 nach 1945: Mariendorfer Straße 53 | |
| Steglitz                                    | Berlin-Steglitz                             | Postamt Steglitz 4 | Sachsenwaldstraße 9 | ab 1945 nicht mehr genannt |
| Stralau                                     | Berlin-Stralau                              | Post- und Telegraphenamt | Alt-Stralau 54 | ab 1945 nicht mehr genannt |
| Tegel mit Gutsbezirk Schloss Tegel          | Berlin-Tegel                                | Post- und Telegraphenamt Tegel 1 sowie öffentliche Fernsprechstelle                                                          | Bahnhofstraße 3/4 | |
| Tegel                                       | Berlin-Tegel                                | Postagentur Tegel 2 geändert in Poststelle Tegel 2 ab 1945 Postamt Tegel 2                                                   | Egidystraße 43 nach 1945: Allmendeweg 79 | |
| Tegel                                       | Berlin-Tegel                                | Postagentur Tegel 3 geändert in Poststelle Tegel 3 ab 1945 Postamt Tegel 3                                                   | Siedlung St. Joseph, Hermsdorfer Straße nach 1940: Kamener Weg 24                                                                                                   | |
| Tegel                                       | Berlin-Tegel                                | Postagentur Tegel 4 geändert in Poststelle Tegel 4                                                                           | Breiter Weg 27 Kamener Weg (nach 1935) | Poststelle 3 und 4 wahrscheinlich zusammengelegt |
| Tegelort b. Berlin                          | Berlin-Tegel                                | Postagentur nach 1940 geändert in Poststelle Tegelort                                                                        | Walderseestraße Umzug zur Jörsstraße 8 | |
| Tempelhof                                   | Berlin-Tempelhof                            | Postamt Tempelhof 1 | Berliner Straße 133/134 nach 1940 zusätzlich: Theodor-Francke-Straße 10/11                                                                                          | Die Theodor-Francke-Straße wurde nach 1945 nicht mehr genannt |
| Tempelhof                                   | Berlin-Tempelhof                            | Poststelle Tempelhof 1A | Braunschweiger Ring 4 | ab 1945 nicht mehr genannt |
| Tempelhof                                   | Berlin-Tempelhof                            | Poststelle Tempelhof 1B | Gottlieb-Dunkel-Straße 59 Berliner Straße 33 (nach 1930) | ab 1945 nicht mehr genannt |
| Tempelhof                                   | Berlin-Tempelhof                            | Poststelle Tempelhof 1C/D | Domnauer Straße 20 | ab 1945 nicht mehr genannt |
| Tempelhof                                   | Berlin-Tempelhof                            | Poststelle Tempelhof 1E | Werderstraße 11 | ab 1945 nicht mehr genannt |
| Tempelhof                                   | Berlin-Tempelhof                            | Postamt Tempelhof 2 | Hohenzollernkorso 12 Manfred-von-Richthofen-Straße 24 (nach 1935) 1945: Manfred-von-Richthofen-Straße 5                                                             | |
| Tempelhof                                   | Berlin-Tempelhof                            | Postamt Tempelhof 3 | Mittelbacherkorso 88 Boelckestraße 88 (nach 1935) | |
| Tempelhof                                   | Berlin-Tempelhof                            | Postagentur Tempelhof 4 geändert in Postamt Tempelhof 4                                                                      | Germaniastraße 67 Germaniastraße 99 | ab 1945 nicht mehr genannt |
| Tempelhof                                   | Berlin-Tempelhof                            | Postamt Tempelhof 5 | Attilastraße 178 | |
| Treptow                                     | Berlin-Alt-Treptow                          | Postamt Treptow 1 | Am Treptower Park 53 1964: Am Treptower Park 32 | Im Adressbuch findet sich 1921 folgender Hinweis: „Für den Teil des Ortes von der Berliner Weichbildgrenze bis zur Ringbahn und die Cöpenicker Landstraße […] sind die Berliner Postämter Nr. 36 und Nr. 33 zuständig.“ |
| Treptow                                     | Berlin-Baumschulenweg                       | Postamt Treptow 2 Baumschulenweg nach 1955 Postamt Baumschulenweg                                                            | Baumschulenstraße 17 | |
| Uhlenhorst                                  | Berlin-Köpenick, Ortslage                   | Posthilfstelle nach 1940 umgewandelt in die Poststelle Uhlenhorst                                                            | Eichenallee 34 nach 1940: Dammheidestraße 40 | ab 1945 nicht mehr genannt |
| Waidmannslust                               | Berlin-Waidmannslust                        | Postamt | Kurhausstraße 4 | |
| Nikolassee, Wannsee-Dreieck                 | Berlin-Wannsee                              | Post Wannsee | | nach 1935 nicht mehr aufgeführt |
| Wannsee                                     | Berlin-Wannsee                              | Postamt Wannsee 1 | Friedrich-Karl-Straße Am Sandwerder 6 (nach 1930) | |
| Wannsee                                     | Berlin-Wannsee                              | Poststelle Wannsee 1A | Königstraße 54 | ab 1945 nicht mehr genannt |
| Wannsee                                     | Berlin-Wannsee                              | Postamt Wannsee 2 | Chausseestraße 5–8 | (vor 1930 Postagentur) |
| Wannsee                                     | Berlin-Wannsee                              | Postamt Wannsee 3 | im Strandbad | nur während der Badesaison ab 1945 nicht mehr genannt |
| Wartenberg                                  | Berlin-Wartenberg                           | Poststelle Wartenberg | Dorfstraße 7 | |
| Weißensee                                   | Berlin-Weißensee                            | Postamt Weißensee 1 | Charlottenburger Straße 140 | Das Post-Gebäude entstand 1914/15 nach Plänen des Verwaltungsarchitekten und Postbaurats Karl Buddeberg (1856–1934). |
| Weißensee (Gutsbezirk)                      | Berlin-Weißensee                            | Postamt Weißensee 2 | Goethestraße 13 in einem Mehrfamilienwohnhaus (vor 1925) Bernkasteler Straße 6 (nach 1930)                                                                          | ab 1945 nicht mehr genannt |
| Wendenschloß                                | Berlin-Köpenick                             | Postagentur Wendenschloßs geändert in Poststelle Wendenschloß                                                                | Rückertstraße 42 Eichhornstraße 33 (nach 1935) nach 140: Lienhardweg 33                                                                                             | ab 1945 nicht mehr genannt |
| Westend                                     | Berlin-Westend                              | Postamt | | nach 1935 nicht mehr aufgeführt |
| Wilhelmshagen                               | Berlin-Wilhelmshagen                        | Postagentur | Wilhelmstraße 36–38 nach 1940; Moltkestraße Ecke Frankenbergstraße                                                                                                  | vor 1964 nicht mehr genannt |
| Wilhelmsruh                                 | Berlin-Wilhelmsruh                          | Postamt | Niederstraße 16 Hauptstraße 32 (nach 1935) | |
| Wilmersdorf                                 | Berlin-Wilmersdorf                          | Post- und Telegraphenamt Wilmersdorf 1                                                                                       | Uhlandstraße 85 | |
| Wilmersdorf                                 | Berlin-Wilmersdorf                          | Poststelle Wilmersdorf 1A | Nassauische Straße 52 | nach 1940 nicht mehr aufgeführt |
| Wilmersdorf                                 | Berlin-Wilmersdorf                          | Poststelle Wilmersdorf 1B | Wiesbadener Straße 16 | nach 1940 nicht mehr aufgeführt |
| Wilmersdorf                                 | Berlin-Wilmersdorf                          | Poststelle Wilmersdorf 1C | Konstanzer Straße 55 | nach 1940 nicht mehr aufgeführt |
| Wilmersdorf                                 | Berlin-Wilmersdorf                          | Poststelle Wilmersdorf 1D | Nauheimer Straße 26 | nach 1940 nicht mehr aufgeführt |
| Wilmersdorf                                 | Berlin-Wilmersdorf                          | Postamt Wilmersdorf 2 | Mainzer Straße 16 | |
| Wilmersdorf                                 | Berlin-Wilmersdorf                          | Postamt Wilmersdorf 3 | Johannisberger Straße 18 | |
| Wilmersdorf                                 | Berlin-Wilmersdorf                          | Postamt Wilmersdorf 4 | Brandenburgische Straße 19 | ab 1945 nicht mehr genannt |
| Wittenau mit Kolonie Borsigwalde            | Berlin-Wittenau                             | Postamt Wittenau, telefonisch zu Tegel                                                                                       | Rosenthaler Straße 43 Roedernallee 92 (nach 1930) | |
| Wittenau mit Kolonie Borsigwalde            | Berlin-Borsigwalde                          | Postamt Borsigwalde | Spandauer Straße 117 | ab 1945 nicht mehr genannt |
| Wolfsgarten                                 | Berlin-Köpenick                             | Postagentur nach 1940 Poststelle                                                                                             | Dornröschenstraße 31 | ab 1945 nicht mehr genannt |
| Zehlendorf mit Schlachtensee                | Berlin-Schlachtensee                        | Post- und Telegraphenamt Schlachtensee                                                                                       | Viktoriastraße 7 1945: Breisgauer Straße 1952: Postamt Schlachtensee                                                                                                | 1945 als Postamt Zehlendorf 5 geführt |
| Zehlendorf mit Schlachtensee                | Berlin-Zehlendorf                           | Post- und Telegraphenamt Zehlendorf 1                                                                                        | Kaiserstraße 22/23 | |
| Zehlendorf                                  | Berlin-Zehlendorf                           | Postamt Zehlendorf 2 | Lessingstraße 1 nach 1940: Limastraße 1 | |
| Zehlendorf                                  | Berlin-Zehlendorf                           | Postamt Zehlendorf 3 | U-Bahnhof Onkel-Toms-Hütte | ab 1945 nicht mehr genannt |
| Zehlendorf Klein Machnow                    | Kleinmachnow                                | Postagentur Zehlendorf 4 ab 1945 Postamt Klein-Machnow                                                                       | Meiereifeld 38 nach 1940: Hohe Kiefer 26 | |
| Zehlendorf                                  | Berlin-Zehlendorf                           | Postamt Zehlendorf 5 | Berliner Straße | erst nach 1940 eröffnet |
| Zehlendorf                                  | Berlin-Zehlendorf                           | Postamt Zehlendorf 6 | Stöckerzeile 7 | erst nach 1940 eröffnet, gehört zu Schlachtensee ab 1945 nicht mehr genannt |
| Zehlendorf                                  | Berlin-Zehlendorf                           | Postamt Zehlendorf 7 | Teltower Damm 211 | erst nach 1940 eröffnet |
| Zehlendorf                                  | Berlin-Zehlendorf                           | Postamt Zehlendorf 8 | Kleinmachnow, Zehlendorfer Damm 108 | erst nach 1940 eröffnet |
| Zentralflughafen                            | Postamt Flughafen Tempelhof                 | Flughafenstraße | zu Luftpostamt C 2 nach 1940 nicht mehr aufgeführt | |

## Zustand 1962
Mit der Einführung der vierstelligen Postleitzahlen im Jahr 1962 wurden die Postämter und Poststellen in West-Berlin neu nummeriert. Die historischen Bezeichnungen wurden nicht mehr verwendet. Die 30 Zustellpostämter erhielten zweistellige, alle anderen Postämter und Poststellen dreistellige Nummern, deren erste Stellen auf das zugehörige Zustellpostamt Bezug nahmen. Beispiel: Steglitz 1 wurde 1 Berlin 41, Steglitz 5 wurde 1 Berlin 415. Die zweistellige Nummer des Zustellpostamtes musste in der Anschrift angegeben werden.
Die Nummerierung war nicht fortlaufend und systematisch, weil einige alte Nummern beibehalten wurden, doppelte Nummern vermieden werden sollten (Postämter in Ostberlin) und nur frei gewordene Nummern neu vergeben werden konnten. Folgende alte Nummern wurden nach 1962 weiterverwendet: 15, 21, 30, 36, 61 und 65 (ehemals W15, NW 21, W 30, SO 36, SW 61, N 65). Die Nummern wurden, soweit möglich, blockweise vergeben. So erhielten z. B. die südlichen Stadtteile die Nummern von 41 bis 49.

## Zustand 1993
Mit der Einführung des fünfstelligen Postleitzahlensystems blieb die Nummerierung der Postämter erhalten. Die zweistellige Nummer des Zustellpostamtes musste nicht mehr angegeben werden.
Die fünfstelligen Postleitzahlen für Berlin beginnen mit den Ziffern 10, 12, 13, und 14. Jedes Zustellpostamt hat einen festen Ziffernblock. Berlin 21 (das ist Moabit) hat z. B. den Ziffernblock von 10551 bis 10559 für die Zustellung. Der 10er-Bereich umfasst das Zentrum von Berlin und wird vom Briefzentrum in Schöneberg versorgt. Für den 12er-Bereich (Süden und Osten) ist das Briefzentrum in Schönefeld verantwortlich. Der 13er-Bereich (Norden von Berlin) wird vom Briefzentrum in Hennigsdorf, der 14er-Bereich (Südwesten Berlins, dazu gehört auch Potsdam) vom Briefzentrum in Stahnsdorf versorgt.